# سامبران
سامبران (sambran) یکی از روستاهای استان آذربایجان شرقی است که در دهستان اوچ‌هاچا بخش مرکزی شهرستان اهر واقع شده‌است.این روستا ۴۲۰ نفر جمعیت دارد.
این روستا در شمال شرقی اهر و در فاصله ۱۸ کیلومتری آن قرار دارد. شغل افراد ساکن روستا غالباً دامپروری و کشاورزی است. این روستا از مناطق بسیار سرد شهرستان اهر به‌شمار می‌آید و دارای گردنه‌های خطرناکی است. همچنین این روستا از مناطق پرارتفاع است که به همین جهت ایستگاه گیرنده تلویزیون در این روستا نصب شده‌است.
این روستا فقط در مقطع تحصیلی ابتدایی قادر به ارائه سرویس است بنابراین کودکان برای ادامه تحصیل مجبورند به شهر اهر بروند که با مشکلات زیادی روبرو می‌شوند.